# Gastrolobium stipulare
Gastrolobium stipulare là một loài thực vật có hoa trong họ Đậu. Loài này được Meisn. miêu tả khoa học đầu tiên năm 1848.